# Isla de Yáquil
Isla de Yáquil (o simplemente La Isla) es una localidad chilena localizada en Santa Cruz, provincia de Colchagua.
En 1899 fue descrita en el Diccionario Geográfico de Francisco Solano Astaburuaga y Cienfuegos como un "paraje de la sección del norte del departamento de Curicó situado en unos cerros de su nombre por la inmediación hacia el NO. de la villa de Santa Cruz y de Quinchañihue".

## Vecinos notables
- Juan José Cañete (fallecido en 1896)
- Sergio Espejo, diputado chileno y Ministro  de Transporte durante el primer Gobierno de Michelle Bachelet